# جين بي. غليك
جين بي. غليك (بالإنجليزية: Gene B. Glick)‏ هو شخصية أعمال أمريكي، ولد في 29 أغسطس 1921 في إنديانابوليس في الولايات المتحدة، وتوفي بنفس المكان في 2 أكتوبر 2013.